# Hans-Jürgen Zimmermann (Wirtschaftswissenschaftler)

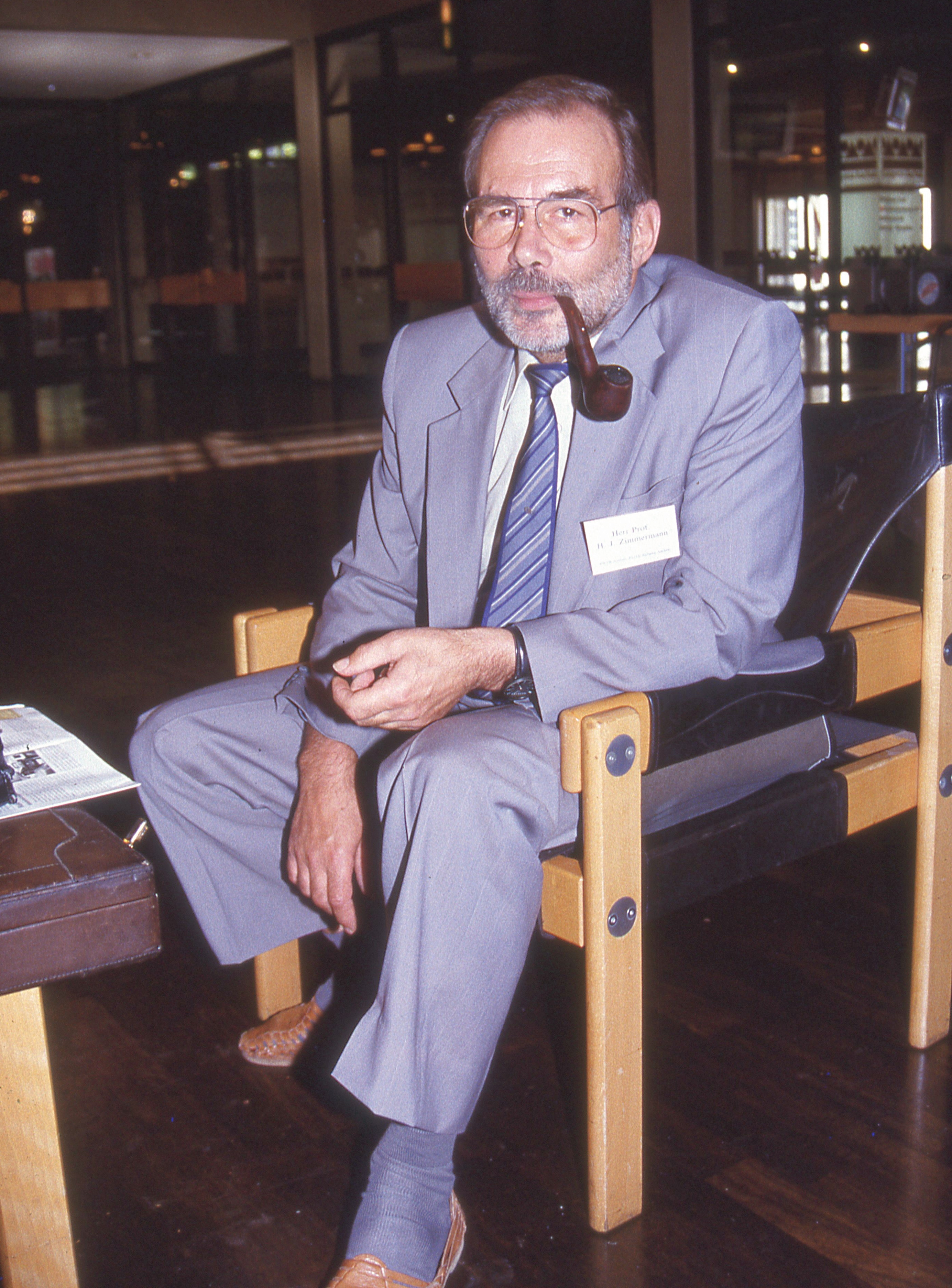
Hans-Jürgen Zimmermann auf dem Anwendersymposium zu Fuzzy-Technologien 1992 in Aachen zu einem Interview

Hans-Jürgen Zimmermann (* 10. Mai 1934 in Berlin) ist ein deutscher Ingenieur und Wirtschaftswissenschaftler. Von 1988 bis 1991 agierte er als Dekan der Fakultät für Wirtschaftswissenschaften der RWTH Aachen. Er war bis 1999 Inhaber des Lehrstuhls für Unternehmensforschung (Operations Research) an der RWTH Aachen. Aktuell ist er Wissenschaftlicher Leiter der ELITE (European Laboratory for Intelligent Techniques Engineering) und wissenschaftlicher Beirat der INFORM GmbH. Für seine wissenschaftliche Arbeit auf dem Gebiet der Operations Research und Fuzzy Set Theorie erhielt er mehrere nationale und internationale Auszeichnungen, darunter den Fuzzy Systems Pioneer Award 2011.

## Ausbildung
H.-J. Zimmermann erhielt sein Vordiplom an der Technischen Universität Darmstadt, die Titel "Diplom-Ingenieur" und "Dr. rer. pol." in Mathematischer Volkswirtschaftslehre und Betriebswirtschaftslehre an der Technischen Universität Berlin.

## Wissenschaftliche Karriere
Seit 1972 forschte H.-J. Zimmermann aktiv auf dem Gebiet der Fuzzy Set Theorie und ihrer Anwendungen. Seine Forschungsinteressen umfassten hierbei Fuzzy-Mathematische Programmierung, Fuzzy Control, Fuzzy Expertensysteme, Fuzzy Datenanalyse und ihre Anwendung auf verschiedenen Gebieten, wie z. B. Strategische Planung, Entscheidungsfällung in der Geschäftsführung, Simultaneous Engineering und weiteren Gebieten.
Nachdem H.-J. Zimmermann verschiedene Positionen in der Industrie innehatte, wurde er Professor an der Universität Illinois und lehrte an verschiedenen Universitäten in Indien, Europa und den USA. Er erhielt einen Ehrendoktortitel von der Freien Universität Brüssel und den zweiten Ehrendoktortitel von der Abo Akademie Universität Finnland. 1985 erhielt er die EURO Goldmedaille, die höchste Auszeichnung im Bereich Operations Research in Europa, das K.S. Fu Anerkennungszertifikat, die höchste Auszeichnung der "North American Fuzzy Information Processing Society" und 1993 den Moisil-Preis und die Goldmedaille. 1997 erhielt er den Kaufmann-Preis, eine Goldmedaille für ausgezeichnete Leistungen in der Unsicherheitsforschung im Management und 1999 den "European Pioneers Award" für "Pioneering Research" der Europäischen "Fuzzy Systems Vereinigung", das "Special Certificate of Merit" von IFSA und wurde als erster zum Ehrenmitglied der Deutschen Operations Research Gesellschaft und zum Fellow von IFSA ernannt.
Zimmermann war Präsident der "Deutschen Gesellschaft für Operations Research" (1971–1975), der "European Associations of Operational Research Societies" (1975–1978), der "International Fuzzy Systems Association" (IFSA) (1984–1987), des "Verbands Deutscher Wirtschaftsingenieure" (VWI) (1987–1989) und der "European Engineering and Management Associations" (EEMA) (1991–1993). Er war zudem Vizepräsident der "International Federation of Operational Research Societies" (IFORS) (1980–1983) und einiger anderer Fachverbände. Hans-Jürgen Zimmermann war Organisator bzw. Vorsitzender zahlreicher nationaler und internationaler Konferenzen.
H.-J. Zimmermann hat mehr als 240 Aufsätze auf den Gebieten des Operations Research, der Entscheidungstheorie und der Fuzzy Set Theorie, sowie 30 Bücher in deutscher und englischer Sprache auf ähnlichen Gebieten veröffentlicht. Er war in den Jahren 1978 bis 1999 Herausgeber des Fachjournals "International Journal for Fuzzy Sets and Systems" und des "European Journal of Operational Research". Er ist Herausgeber der Fachbuchserie "International Series in Intelligent Technologies" sowie weiterer Fachzeitschriften.

## Titel und Ehrungen
- 1965: Ford Foundation Fellowship: Research Workshop in Management Science, University of California at Berkeley
- 1966: Undergraduate Instructional Award, University of Illinois
- 1985: EURO Gold Medal: Highest distinction in the area of Operations Research in Europe, awarded by the Association of European Operational Research Societies (EURO) (1st Recipient)
- 1985: K.S. Fu Certificate of Appreciation: Highest distinction of the „North American Fuzzy Information Processing Society“ (1st Recipient)
- 1986: Dr. honoris causa, Free University of Brussels
- 1993: Moisil Prize and Gold Medal for outstanding contributions to the theory and applications of fuzzy systems (Rumänien) (1st Recipient)
- 1997: Kaufmann Prize: Gold Medal for Excellence in Uncertainty Research in Management (1st Recipient)
- 1998: Dr. honoris causa, Abo Akademi University, Finnland
- 1998: First Laureate of „EURO Pass in Gold“
- 1999: European Pioneers Award, verliehen von der Europäischen Fuzzy Gesellschaft EUSFLAT
- 1999: 1. Ehrenmitglied der Deutschen Gesellschaft für Operations Research
- 1999: „Special Certificate of Merit“ verliehen von IFSA (International Fuzzy Systems Association)
- 1999: Fellow of IFSA
- 2011: Fuzzy Systems Pioneer Award 2011

## Schriften
- Mathematische Entscheidungsforschung und ihre Anwendung auf die Produktionspolitik (Operations Research and its Application in Production Management), W. de Gruyter, Berlin 1962
- German Edition of: MCD-Master Clerical Data, Measurement and Control of Office Costs, by Birn, Crossan, Eastwood, Berlin 1964
- gemeinsam mit Zielinski: Lineares Programmieren (Linear Programming, A Programmed Textbook), Berlin 1970
- Netzplantechnik (Critical Path Methods and Stochastic Networks), Berlin 1970
- Einführung in die Grundlagen des Operations Research (Introduction to Operations Research), Verlag Moderne Industrie, München 1971
- gem. mit W. Jurecka: Operations Research im Bauwesen (Operations Research in Civil Engineering), Springer Verlag 1972
- gem. mit M. Sovereign: Quantitative Models in Production Management, Prentice Hall, Englewood Cliffs 1974
- gem. mit Köhler et al.: Entscheidungshilfen im Marketing (Decision Aids in Marketing), Poeschel-Verlag, 1977
- Fuzzy Set Theory - and its Applications, Kluwer-Nijhoff, Boston 1985
- gem. mit L. Zadeh, B. Gaines: Fuzzy Sets and Decision Analysis, North Holland, Amsterdam, New York 1984
- gem. mit E. Witte: Empirical Research on Organisational Decision Making, North Holland 1986
- gem. mit A. Jones, A. Kaufmann: Fuzzy Set Theory and Applications, D. Reidel Publ. Company, Dordrecht, Boston, Lancaster 1986
- Fuzzy Sets, Decision Making and Expert Systems, Kluwer-Nijhoff, Boston 1987
- Operations Research - Methoden und Modelle (Operations Research - Methods and Models), Vieweg Verlag, 1987
- gem. mit Janko, Roubens: Progress in Fuzzy Sets and Systems, Kluwer Academic Publ., Dordrecht 1990
- Fuzzy Set Theory - and its Applications (2nd revised ed.), Kluwer Academic Publishers, Boston, Dordrecht, London 1991
- L. Gutsche: Multi-Criteria Analyse - Einführung in die Theorie der Entscheidungen bei Mehrfachzielsetzungen, Springer-Verlag Berlin Heidelberg 1991
- H.-N. Teodorescu: Fuzzy Systems and Signals. - Volume 4 - Proceedings of the 4th Fuzzy Systems and Signals, AMSE International Symposium Warsaw, July 15-17. 1991. 1991 AMSE Press, France.
- Operations Research - Methoden und Modelle, Vieweg Verlag, (2nd rev. edition) Wiesbaden 1992
- gem. mit H.-H. Teodorescu als Hrsg.: Trends in Fuzzy Systems and Signals, AMSE Monographs Series A, Vol. 5, 1992
- gem. mit J. Angstenberger, K. Lieven, R. Weber: Fuzzy Technologien, Prinzipien, Werkzeuge, Potentiale, VDI Verlag 1993
- gem. mit C. v. Altrock: Fuzzy Logic. Anwendungen. Band 2, Oldenbourg Verlag München Wien 1994
- Datenanalyse (ed.), VDI Verlag 1995
- Neuro + Fuzzy (ed.), VDI Verlag 1995
- Fuzzy Set Theory and its Application, 3rd rev. edition, Kluwer Academic Publishers, Boston, Dordrecht, London, 1996
- gem. mit M.G. Negoita, D. Dascalu: Real World Applications of Intelligent Technologies, Editura Academiei Romane, Bucharest 1996
- gem. mit R. A. Ribeiro, R. R. Yager and J. Kacprzyk (edtrs.): Soft Computing in Financial Engineering, Physica-Verlag, Heidelberg, 1999
- Applications of Fuzzy Sets (Edtr.), Volume 8 of the Handbook of Fuzzy Sets Series, Kluwer, Boston 1999
- gem. mit R. Babuska, H. Verbruggen: Fuzzy Algorithms for Control, Kluwer Acad.-Publ., Boston 1999
- Fuzzy Sets and Operations Research for Decision Support. Beijing Normal University Press 2000. ISBN 7-303-05172-4
- Practical Applications of Fuzzy technologies, Kluwer Acad. Publishers, Boston 1999
- gem. mit Teedoresen, Mlykek, Kandel: Intelligent Systems and Interfaces, Boston 2000
- Fuzzy Set Theory and its Applications, Fourth Edition, Kluwer Boston 2001
- gem. mit Gg. Tselentis et al. (edtrs.).: Advances in Computational Intelligence and Learning; Kluwer Academic Publ. Boston, 2002
- Operations Research - Methoden und Modelle; Vieweg Verlag Wiesbaden, 2004
- Management Science and Computational Intelligence (in Chinesisch), Higher Education Press, Peking 2005
- Operations Research - Methoden und Modelle für Wirtschaftsingenieure, Betriebswirte, und Informatiker, Vieweg Verlag, 2005. ISBN 3-528-03210-3
- Operations Research - Methoden und Modelle; 2. Auflage, Vieweg Verlag Wiesbaden, 2008